# 24 Stunden aus dem Leben einer Frau (1931)
24 Stunden aus dem Leben einer Frau ist ein Filmdrama mit Henny Porten in der Titelrolle. Regie bei dieser Umsetzung der gleichnamigen Novelle von Stefan Zweig führte Robert Land.

## Handlung
Helga Vanroh ist über den Tod ihres Mannes nie wirklich hinweggekommen und hat sich ganz aus dem Leben zurückgezogen. Ihre selbst gewählte Einsamkeit findet eines Tages ein jähes Ende, als sie im Spielkasino einen jungen Mann kennenlernt, der wie sie eine verlorene Seele zu sein scheint. Diesem Mann, Sascha, steht das Unglück quasi ins Gesicht geschrieben. Einsatz auf Einsatz verliert er beim Glücksspiel.
Helga ist fasziniert von ihm, folgt Sascha schließlich in sein Hotel und kann den verzweifelten, jungen Mann im letzten Moment vom Selbstmord abhalten. Die beiden vereinsamten Menschen finden zueinander, und Helga erkennt bald, dass er mehr für sie geworden ist – mehr als eine flüchtige Bekanntschaft, mehr als sie ursprünglich zulassen wollte. Sie verbringt mit ihm den folgenden Tag und stattet ihn schließlich mit finanziellen Mitteln aus, damit er von seiner offensichtlichen Glücksspielsucht fortkommt und weiterreist.
Der junge Mann verspricht angesichts des unerwarteten Geldsegens Helga daraufhin, in seine Heimat zurückzukehren. Doch Sascha ist schwach, und so muss Helga zu ihrer großen Enttäuschung erkennen, dass er am folgenden Abend wieder am Spieltisch sitzt, da seine Leidenschaft stärker als alle guten Vorsätze ist.

## Produktionsnotizen
Gedreht wurde 24 Stunden aus dem Leben einer Frau vom 1. bis 23. Juni 1931 im Terra-Glashaus-Atelier in Berlin-Marienfelde. Die Außenaufnahmen fanden in Nizza statt. Die Uraufführung des Films fand am 12. Oktober 1931 in München, Leipzig und Görlitz statt.
Franz Schroedter schuf die Filmbauten, Alexander Schmoll die Standfotos.
24 Stunden aus dem Leben einer Frau wurde von der Zensur mit Jugendverbot belegt.
Der Film markiert eine von drei bekannten Verfilmungen der Novelle. Der Südwestfunk produzierte 1965 eine TV-Adaption mit Agnes Fink, Walter Rilla (der ja auch bereits 1931 mitwirkte), Michael Heltau und Joachim Engel-Denis. Regie: Ludwig Cremer. Erstausstrahlung am 22. April 1965.
1967 inszenierte Dominique Delouche ein deutsch-französisches Remake dieses Zweig-Stoffes mit Danielle Darrieux und Robert Hoffmann in den Hauptrollen.
Zweigs Vorlage Vierundzwanzig Stunden aus dem Leben einer Frau wurde 1927 im Leipziger Insel Verlag veröffentlicht.

## Kritiken
Hermann Sinsheimer schrieb im Berliner Tageblatt: „Robert Land aber hat den Film in eine sture Gradlinigkeit hineinmanövriert, in eine laue Eindeutigkeit und Transparenzlosigkeit, worin der psychologische Reiz des echt novellistischen Vorgangs sich abstumpfen mußte. Das Bildhafte und Sinnbildliche der Novelle, das an vielen Stellen des Drehbuchs noch durchblickt, ist im fertigen Film total erblindet.“ Sinsheimers Fazit: „Die Frau ist eine Bombenrolle für Henny Porten. Sie sieht gut aus, äußerlich und innerlich gut, sie findet leicht und sicher den Übergang aus der bürgerlichen Figur ins nächtliche Abenteuer, und sie realisiert auch den Schmerz der Enttäuschung mit diskreten Mitteln. Aber der Regisseur liefert sie der Passivität aus und degradiert sie und ihr (wenn auch noch so schönes) Gesicht zum Schauobjekt. So wird aus Wärme Lauheit, aus Zurückhaltung Starrheit und aus innerer Stille Leere. Der Regisseur verliert die Führung Henny Portens immer wieder aus der Hand. Er läßt sie das Äußerliche zerdehnen und das Innerliche verdünnen.“
In Oskar Kalbus’ Vom Werden deutscher Filmkunst ist zu lesen: „Wenn auch die dem Film zugrunde liegende Novelle von Stephan Zweig psychologisch überspitzt ist, so macht die Porten die komplizierte Gestalt der Frau Helga, die sich nach dem Tode ihres Gatten der Einsamkeit ergibt, recht glaubhaft und bemitleidenswert.“
Kay Wenigers Lexikon Es wird im Leben dir mehr genommen als gegeben nennt den Film eine „respektable Adaption der Zweig-Novelle“.